# Ascofascicula talaroluteoides
Ascofascicula talaroluteoides är en svampart som beskrevs av Matsush. 2003. Ascofascicula talaroluteoides ingår i släktet Ascofascicula, ordningen skålsvampar, klassen Pezizomycetes, divisionen sporsäcksvampar och riket svampar.   Inga underarter finns listade i Catalogue of Life.